# Casa Winslow
La casa Winslow es una casa diseñada por Frank Lloyd Wright ubicada en 515 Auvergne Place en River Forest, Illinois (Estados Unidos). Construida entre 1893 y 1894, fue su primer encargo importante como arquitecto independiente. Si bien el diseño tiene una deuda con la anterior James Charnley House, Wright siempre consideró a Winslow House como algo extremadamente importante para su carrera. Mirando hacia atrás en 1936, lo describió como "la primera 'casa de la pradera'". La casa fue agregada al Registro Nacional de Lugares Históricos el 17 de abril de 1970.

## Historia
El propietario original, William Winslow, fue un ejemplo de los clientes de Wright en Chicago, a los que el arquitecto describió como "hombres de negocios estadounidenses con instintos e ideales intactos". Winslow, fabricante de herrajes decorativos, trabajó más tarde con Wright en varios proyectos editoriales, específicamente para The Eve of St. Agnes (1896) de Keats y The House Beautiful (1896/97) de William C. Gannett. 
Los hombres fueron presentados por primera vez a través de los tratos de Winslow con Adler y Sullivan, los antiguos empleadores de Wright. William Winslow conocía a Wright por negocios con Dankmar Adler y Louis Sullivan. Estaba en el negocio del hierro ornamental y su empresa había realizado la fachada del edificio Carson Pirie Scott para el empleador anterior de Wright. Adler y Sullivan no estaban interesados en realizar asignaciones arquitectónicas residenciales, por lo que Winslow recurrió a Wright.

## Diseño
El diseño de la casa está inspirado en las obras del mentor de Wright, Louis Sullivan, y anticipa los edificios maduros de la Prairie School del propio Wright de la próxima década. Protegida bajo un techo de poca altura con aleros anchos, la casa es simétrica y está dividida horizontalmente en una sección de piedra, una sección de ladrillo romano dorado y un friso de terracota con adornos sullivanescos.
Un invernadero hemicíclico de un piso con ventanas de vidrio de arte tejido con azotes, y una torre-chimenea de escalera redondeada y ascendente ocupan la fachada este. Por el contraste entre esas y otras composiciones de masas curvas con los bordes estrechos y los ángulos rectos de la fachada frontal, ha sido compara con la casa Glessner de Henry Hobson Richardson.
En contraste con la fachada frontal tranquila y equilibrada, la parte trasera es una masa de formas geométricas irregulares. El interior recuerda tanto a la casa de Wright como a la Casa Charnley, con la chimenea en el centro frente a la entrada con habitaciones a ambos lados y una escalera principal oculta. Ha sido descrita como un cruce entre una villa palladiana y una casa estilo Shingle.
Fue puesta en venta en 2013 y en 2016 se vendió por 1375 millones de dólares. Había sido propiedad del director general de una emisora de televisión local. Su familia había sido dueña de la casa durante 57 años.

## Galería

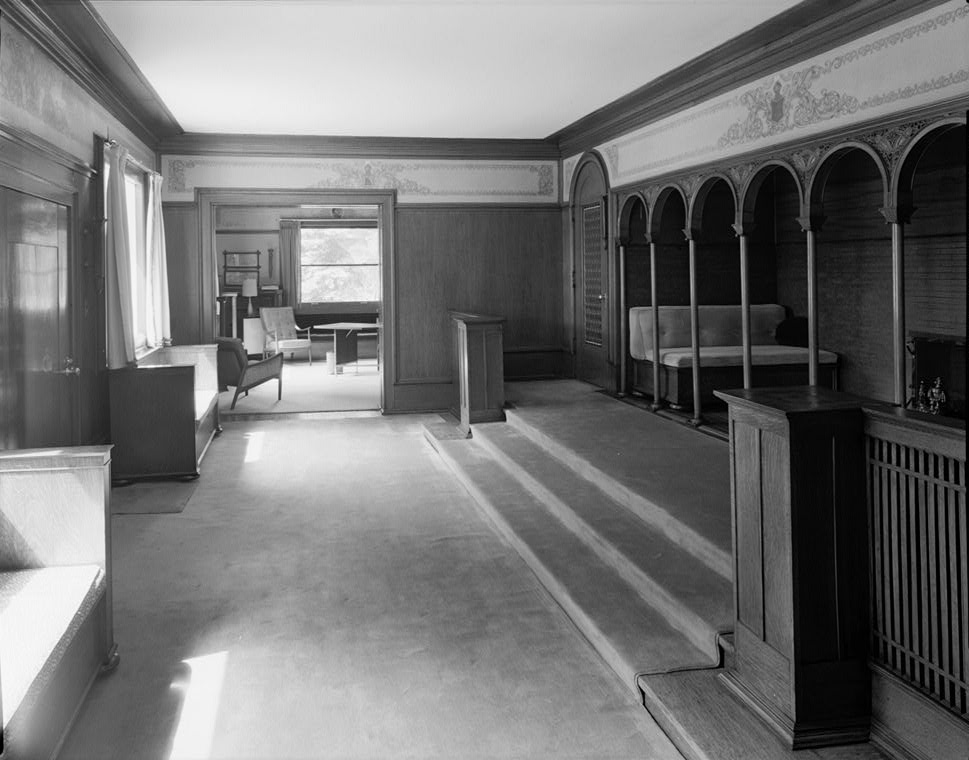
Interior - Hall de entrada
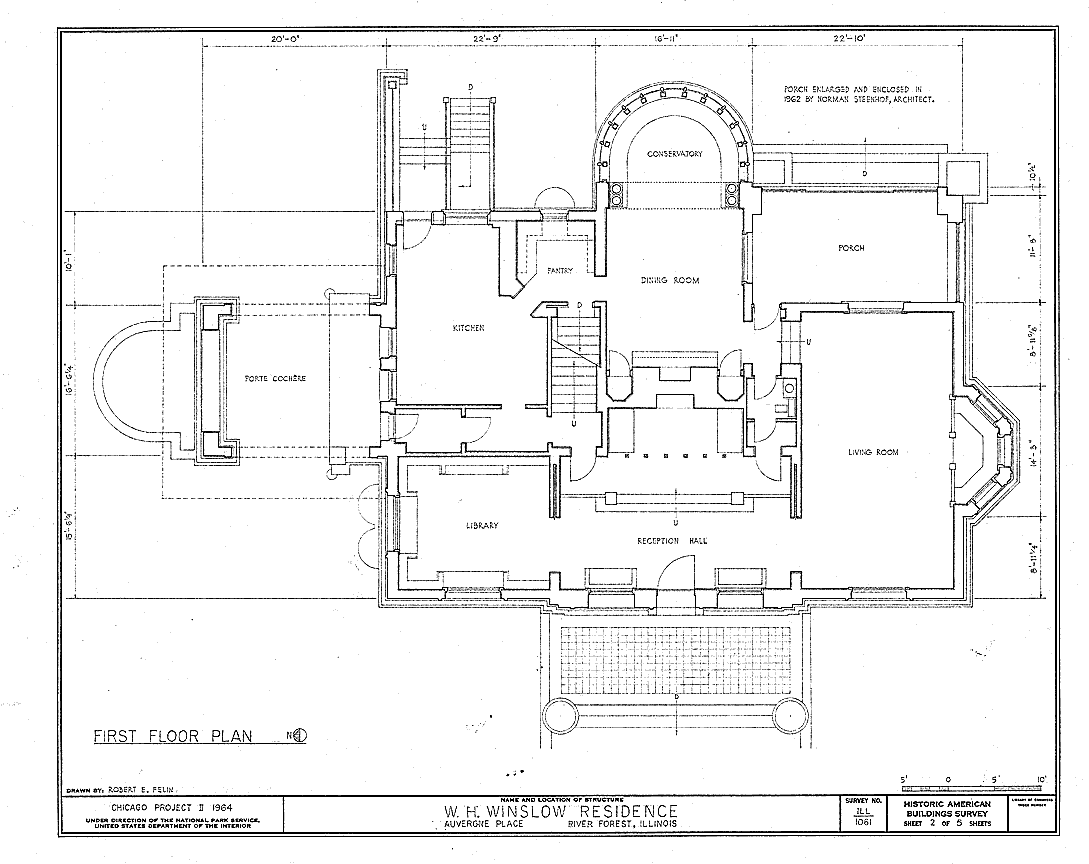
Plano de planta de Winslow House
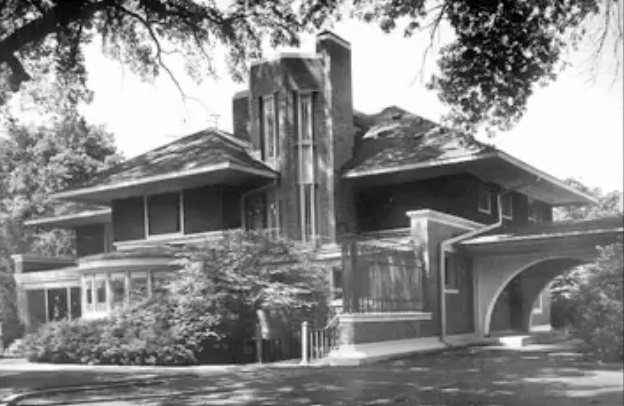
Vista trasera de la casa Winslow
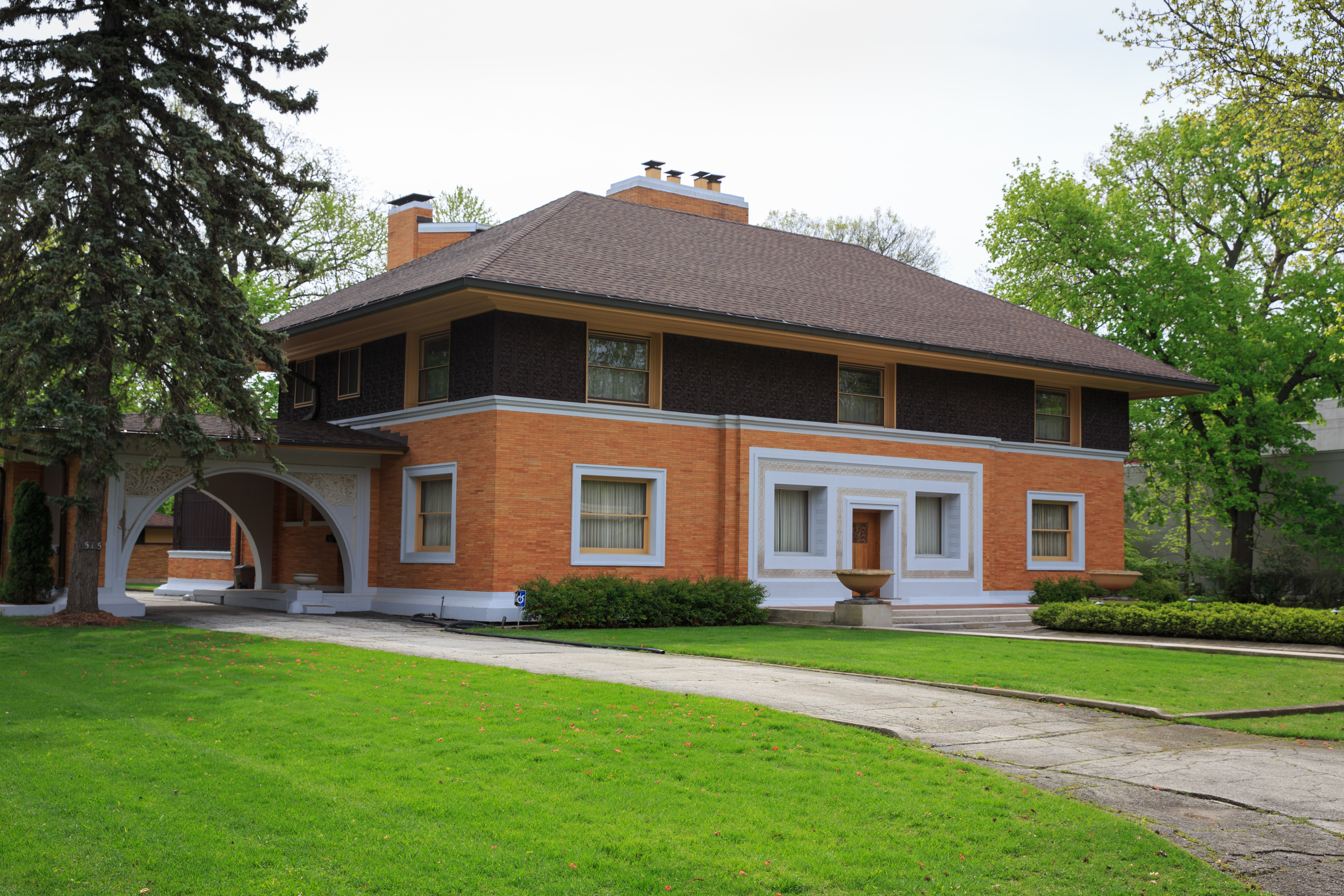
Fachada de la casa Winslow